# ارنست پوغوسیانتس
ارنست پوغوسیانتس (ارمنی: Էռնեստ Լևոնի Պողոսյանց؛ ۴ ژوئن ۱۹۳۵ – ۱۶ اوت ۱۹۹۰) خراط شطرنج‌ساز، و شطرنج‌باز اهل ارمنستان بود که در سال ۱۹۸۸ عنوان استادبزرگ توسط فیده به وی اعطا گردید.